# Billy Cafaro
Pour les articles homonymes, voir Cafaro.
 (août 2018).
Si vous disposez d'ouvrages ou d'articles de référence ou si vous connaissez des sites web de qualité traitant du thème abordé ici, merci de compléter l'article en donnant les références utiles à sa vérifiabilité et en les liant à la section « Notes et références ».
Billy Cafaro parfois écrit par erreur Billy Caffaro, né le 1er novembre 1936 à Buenos Aires et mort le 4 septembre 2021, est un chanteur de rock'n'roll argentin. Il s'agit de l'un des premiers chanteurs de rock de la zone Ibéro-américaine qui a obtenu un grand succès à la fin des années 1950. Il est considéré comme l'un des pionniers du rock argentin.

## Biographie
Luis María Billy Cafaro est né à Buenos Aires le 1er novembre 1936. Dès son plus jeune âge, il montre un sens artistique inné qui lui permet de retenir facilement toute musique. À la fin de ses études primaires, il commence à prendre des cours de violon, instrument qui le passionne. Cependant, ses parents, de condition modeste, ne voient pas la musique comme un moyen de construire un futur pour leur fils. C'est pourquoi ils l'inscrivent dans une école industrielle.
Les études industrielles ne sont pas en accord avec les désirs de Billy. Qui plus est, cela l'empêche de consacrer plus de temps à la musique. Cette situation dure quatre années. Un jour, au lieu d'aller à un examen de mathématiques, il décide de tout abandonner pour aller parcourir le monde. Cet épisode se termine par une détention : il est arrêté au Paso de los Libres en tentant de franchir la frontière sans document.
De retour à Buenos Aires, il commence à travailler pour gagner sa vie. Tout en accomplissant ses tâches quotidiennes, sa direction artistique future se met en place : le chant. Au milieu du bruit des machines de l'atelier, sa voix commence à se faire sentir.

## Carrière artistique
Billy Cafaro apparaît sur Radio el Mundo en 1958 avec deux grands succès : une reprise de Paul Anka, Pity, Pity (vendue à plus de 300 000 exemplaires) et Personalidad. Il fait aussi une reprise du groupe chilien Los Flamingos, Marcianita. Il devient alors une vraie star. Les queues pour rentrer à la radio où il joue, au 555 de la Calle Maípu, bloquent tout le centre ville. Pour réaliser les enregistrements à la radio, Billy Cafaro arrive en hélicoptère jusqu'à l'obélisque. Cependant, sa popularité est éphémère. L'enregistrement d'une reprise de rock allemand, Kriminal Tango, provoque une série d'affrontements avec les amateurs de tango. Cela le pousse à émigrer en Espagne, où il n'a pas le succès attendu.
Il revient en Argentine en 1963 comme invité du Club del Clan. Là aussi, il n'a pas le succès attendu. Entre 1965 et 1967, il enregistre deux EP en Espagne. Billy Cafaro n'a jamais retrouvé le succès qu'il a eu durant ses premières années de carrière. Il n'enregistre plus de disques, ce qui fait dire à ses fans qu'il est victime d'une conspiration montée par les maisons de disques. Il commence à vivre de manière très précaire.
De retour en Argentine en 1973, il enregistre un single avec deux reprises de Dino Ramos : En el silencio azul et Un dios de arena. En 1989, il enregistre une cassette pour la maison de disques EMI. Intitulée Pity, Pity, elle comprend ses succès des années 1960, et deux nouvelles chansons : le tango Cordón de Chico Novarro, et Balada para dos soledades. À partir de là, il commence à réaliser des spectacles dans lesquels il chante des tangos et des boléros.
En 1998, il enregistre pour le label Magenta un album intitulé Dos Almas, composé de boléros. En 1999, la maison de disque Sony édite l'album 20 grandes éxitos, composé de ses grands succès chantés entre 1959 et 1961. En 2000, le label espagnol Rama Lama publie un disque composé de ses chansons enregistrées en Espagne.
En 2003, il réalise des concerts au Dade County Auditorium de Miami. Il reçoit un retour positif du public. À cette époque, il vit sur un petit bateau sur la côte Nord du Grand Buenos Aires. C'est alors qu'il retrouve une de ses admiratrices qu'il n'avait pas revu depuis 30 ans. Ils se marient et Billy décide de déménager pour aller s'installer dans son appartement à Beccar.
En 2006, il termine l'enregistrement d'un CD composé de tangos, de valses et de candombes, en hommage à ses cousins Homero et Virgilio Expósito.

## Discographie en Argentine
- 1958 : Pity Pity / Tú eres (simple).
- 1959 : Bailando con Billy (EP).
- 1959 : Bailando con Billy (LP).
- 1959 : Kriminal tango / A tu lado (simple).
- 1960 : Bésame Pepita (LP).
- 1960 : OK Billy (LP).
- 1973 : En el silencio azul / Un dios de arena (simple).
- 1989 : Pity, Pity (cassette).
- 1998 : Dos almas
- 1999 : 20 Grandes Éxitos
- 2006 : Con un tango en el bolsillo